# British Home Championship 1912
British Home Championship 1912 – dwudziesta ósma edycją turnieju piłki nożnej między reprezentacjami z Wielkiej Brytanii. Tytułu broniła Anglia, jednak musiała podzielić się nim ze Szkocją.

## Turniej
| 10 lutego 1912 | Irlandia · Hamill | 1 : 6 | Anglia · Fleming · Holley · Freeman · Simpson | Dalymount Park, Dublin |
|                |                   |       |                                               |                        |

| 2 marca 1912 | Szkocja · Quinn | 1 : 0 | Walia | Tynecastle Park, Edynburg |
|              |                 |       |       |                           |

| 11 marca 1912 | Walia | 0 : 2 | Anglia · Holley · Freeman | Racecourse Ground, Wrexham |
|               |       |       |                           |                            |

| 16 marca 1912 | Irlandia · McKnight k' | 1 : 4 | Szkocja · Aitkenhead · Reid · Walker | Windsor Park, Belfast |
|               |                        |       |                                      |                       |

| 23 marca 1912 | Szkocja · Wilson | 1 : 1 | Anglia · Holley | Hampden Park, Glasgow |
|               |                  |       |                 |                       |

| 13 kwietnia 1912 | Walia · B. Davies · D. Davies | 2 : 3 | Irlandia · McCandless · Brennan | Ninian Park, Cardiff |
|                  |                               |       |                                 |                      |

## Tabela
| Msc. | Zespół   | M | W | R | P | Pkt+ | Pkt- | Pkt |
| ---- | -------- | - | - | - | - | ---- | ---- | --- |
| 1    | Anglia   | 3 | 2 | 1 | 0 | 9    | 2    | 5   |
| 1    | Szkocja  | 3 | 2 | 1 | 0 | 6    | 2    | 5   |
| 3    | Irlandia | 3 | 1 | 0 | 2 | 5    | 12   | 2   |
| 4    | Walia    | 3 | 0 | 0 | 3 | 2    | 6    | 0   |

## Strzelcy
3 gole
- Harold Fleming
- Bert Freeman

2 gole
- George Holley
- Walter Aitkenhead
- Jock McCandless

1 gol
- Michael Hamill
- Jock Simpson
- Jimmy Quinn
- James McKnight
- William Reid
- Bobby Walker
- Andrew Wilson
- Billy Davies
- David Davies
- B. Brennan